# Kuchyně Západní Sahary

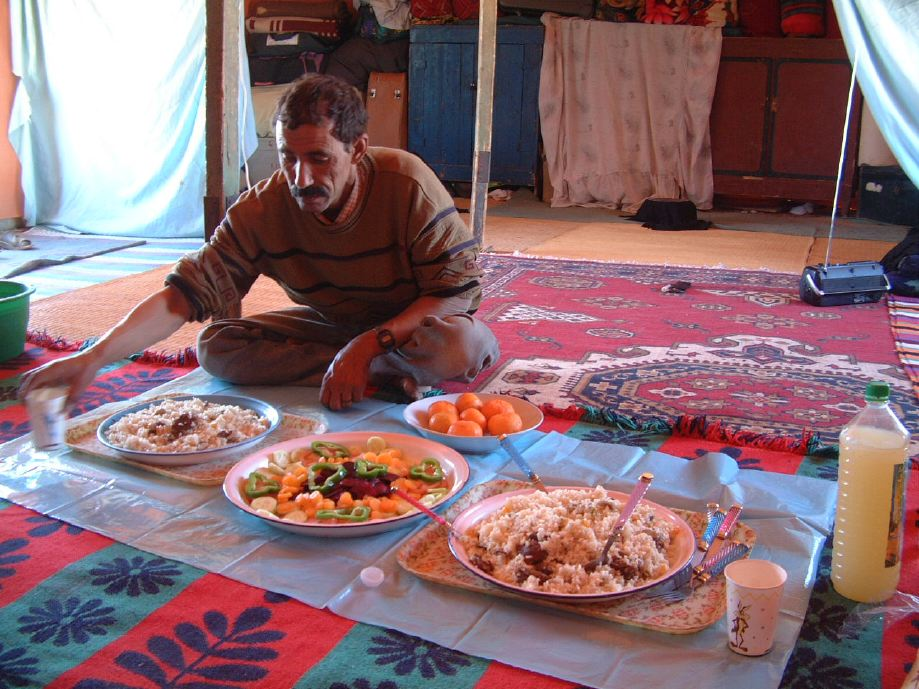
Různé západosaharské pokrmy

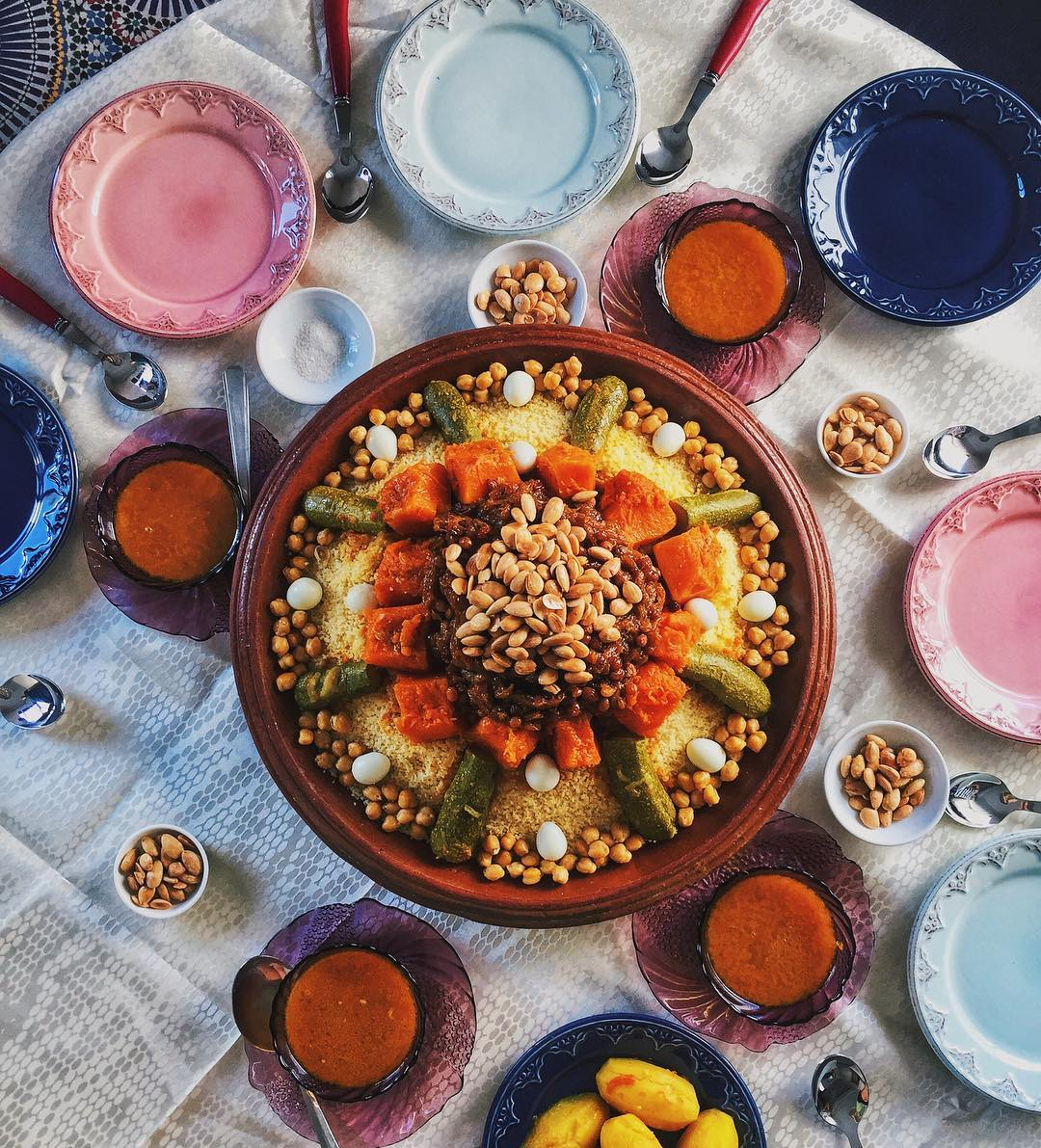
Kuskus

Kuchyně Západní Sahary vychází z arabské kuchyně, byla ale ovlivněna také španělskou kuchyní, protože Západní Sahara byla španělskou kolonií. Většina potravin se musí na Západní Saharu dovážet, protože zde panuje velmi suché podnebí. V malé míře se pěstují obiloviny, v oázách také ovoce nebo zelenina. Dále je zde běžné pastevectví a rybolov.
Základní potravinou Západní Sahary je kuskus, z masa je rozšířeno velbloudí a kozí.

## Příklady západosaharských pokrmů
- Meifrisa, omáčka z masa a cibule, podávaná na nekvašeném chlebu
- Kuskus
- Tažín s velbloudím masem[3]
- El aych, pokrm z mouky a másla
- Arroz con pescado, rýže s rybím masem, převzatá ze španělské kuchyně
- Z nápojů je rozšířen čaj, velbloudí a kozí mléko[4]